# Ziggy Marley
Ziggy Marley, pseudonimo di David Nesta Marley (Kingston, 17 ottobre 1968), è un cantante e chitarrista giamaicano.

## Biografia
Ziggy è il figlio primogenito di Bob Marley e di sua moglie Rita; suo padre morì di cancro quando lui aveva 13 anni. Come il celebre genitore ha intrapreso la carriera musicale nel genere reggae, inizialmente insieme ai suoi fratelli, riuniti nel gruppo dei Melody Makers, ma in seguito come solista.
Ha doppiato un personaggio (Ernie) e ha riproposto una canzone del padre (Three Little Birds), assieme a Sean Paul, come colonna sonora nel film Shark Tale.
Nel 2011 ha duettato con la cantante spagnola Beatriz Luengo (una delle protagoniste del telefilm Paso adelante) nella canzone He prometido, contenuta nel quarto album Bela y sus moskitas muertas della cantautrice.

## Carriera musicale

### Inizio carriera e educazione musicale

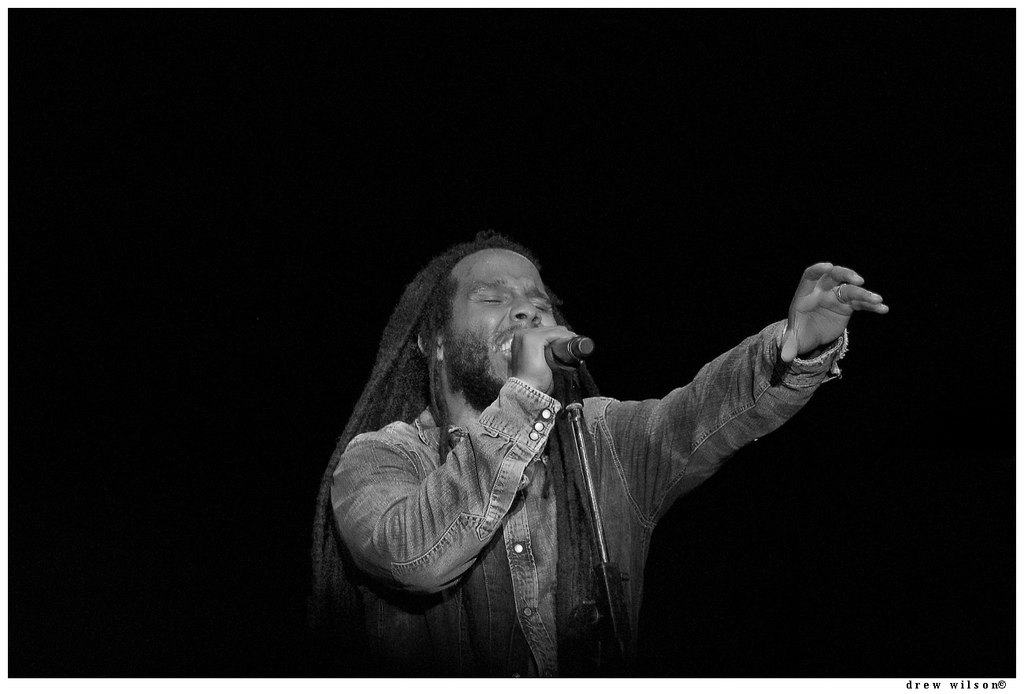
Un concerto gratuito di Ziggy Marley a St. Pete, Florida

Nel primissimo disco conosciuto della sua carriera musicale, David Marley si è esibito come parte di un gruppo di canto chiamato The Seven Do Bees, composto da lui e dai suoi compagni di classe, e in cui gli è stato dato il nome d'arte "Freddie Dic". Il soprannome non ha mai attecchito, tuttavia, e invece, David ha continuato a diventare noto come "Ziggy", un soprannome datogli dal padre Bob Marley, che significa "piccolo spiedo". Ma Ziggy ha dichiarato quanto segue alla Melody Maker Magazine nel 1988: "Mi chiamo David, ma io sono un grande fan di Bowie, quindi al momento dell'album" Ziggy Stardust ", mi chiamo Ziggy e ora lo fanno tutti".
Durante la fine degli anni '70, Ziggy poteva anche essere visto insieme a suo fratello Stephen in alcuni dei più grandi concerti del padre in giro per la Giamaica e all'estero. Nel 1978, il duo è apparso sul palco del One Love Peace Concert a Kingston, e l'anno successivo al Reggae Sunsplash II a Montego Bay.
Sempre nel 1979, Ziggy e i suoi fratelli Sharon , Cedella e Stephen formarono i Melody Makers - dal nome del settimanale di musica pop inglese rock, Melody Maker - e fecero il loro debutto discografico con " Children Playing in the Streets ". La traccia è stata scritta per loro dal padre, che aveva composto la canzone quattro anni prima per loro e voleva condividere questo dono con i bambini di tutto il mondo. Tutte le royalties del singolo sono state date in pegno alle Nazioni Unite, per aiutare i suoi sforzi durante l'Anno internazionale del bambino.
Più tardi quello stesso anno, i Melody Makers fecero il loro debutto sul palco come gruppo il 23 settembre 1979, esibendosi con lo stesso progetto del padre per la prima e unica volta nella serie di concerti di due giorni "Roots Rock Reggae" di Kingston's National. Arena. Ziggy aveva 11 anni all'epoca. Notevoli altri primi momenti della storia musicale di Ziggy includono una performance con Stephen al funerale del padre nel 1981, e più tardi quell'anno i Melody Makers pubblicarono il loro secondo singolo, "What A Plot", sotto l'etichetta discografica della famiglia Tuff Gong.
Dopo la morte di Bob Marley, Ziggy ha iniziato a esibirsi al suo fianco insieme ai Wailers in vari spettacoli in Giamaica, e nel 1984 il gruppo è andato in tour a sostegno della pubblicazione dell'album di Bob Marley "Legend".
Ha ricevuto il George and Ira Gershwin Award dell'UCLA durante l'UCLA Spring Sing il 19 maggio 2017.

## Vita privata
Ziggy Marley è il figlio maggiore di Bob Marley e Rita Marley.

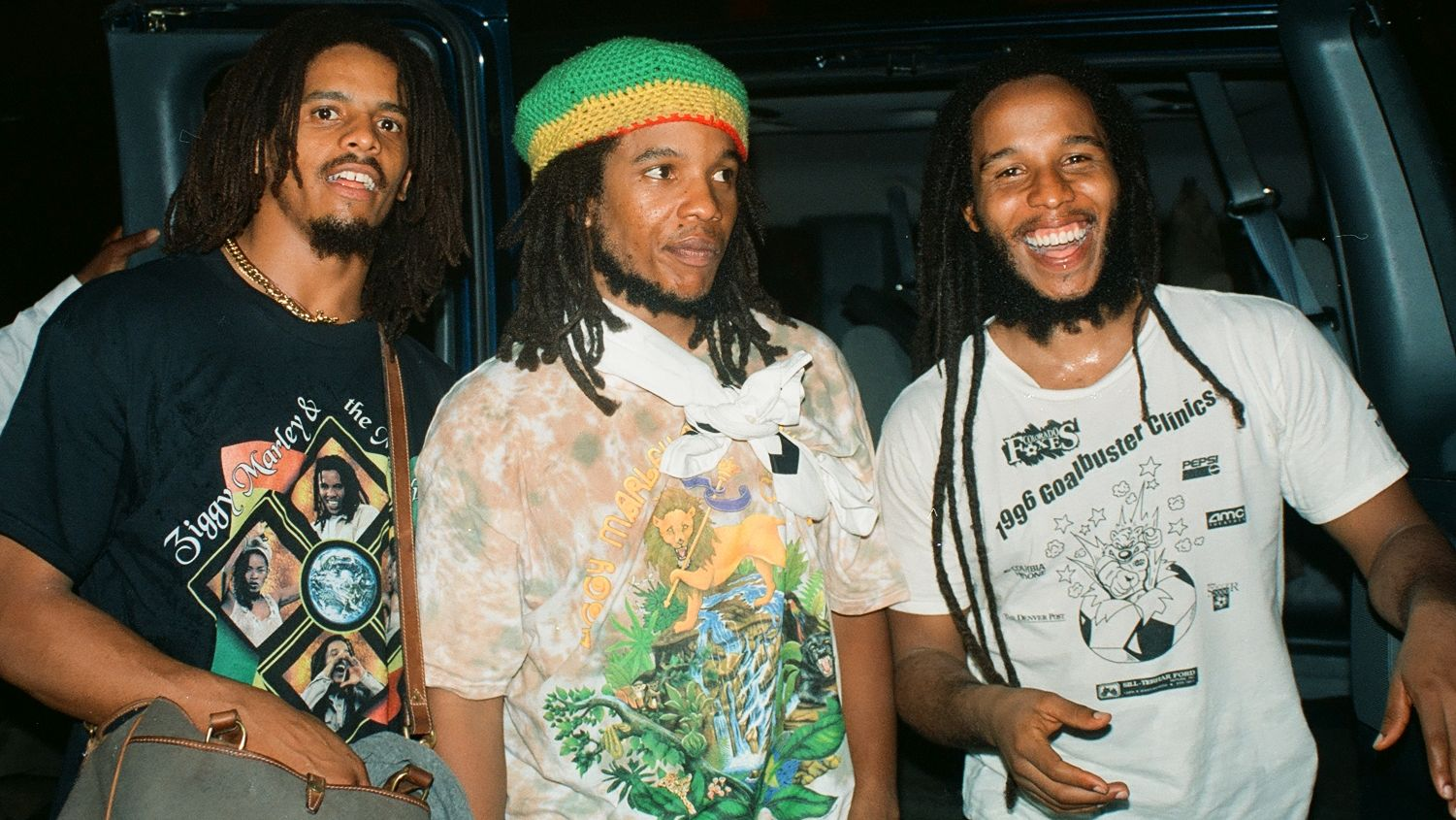
I fratelli Marley nel 1997

I suoi fratelli sono Stephen Marley, Julian Marley, Ky-mani Marley, Robbie Marley, Rohan Marley e Damian Marley . Le sue sorelle sono Sharon Marley, Cedella Marley, Makeda Marley, Stephanie Marley e Karen Marley. È sposato con Orly Agai, un'israeliana di origine ebraico-iraniana, che è un ex vice-presidente della William Morris Agency. Insieme hanno quattro figli: Judah Victoria, Gedeon Robert Nesta, Abraham Selassie Robert Nesta e Isaia Sion Robert Nesta. Inoltre, Ziggy ha altri tre figli di precedenti relazioni: Zuri, Justice e Daniel "Bambaata" Marley , che è anche un reggae e artista hip-hop a pieno titolo. Daniel è anche apparso con Ziggy in "Changes".
La maggior parte della famiglia risiede a Miami.

## Filantropia
- Ziggy Marley ha fondato Unlimited Resources Giving Enlightenment (URGE), che lavora per aiutare i bambini (specialmente in Giamaica ed Etiopia).
- Nel 2007, Marley ha aderito come sostenitore ufficiale di Little Kids Rock, un'organizzazione senza scopo di lucro che fornisce gratuitamente strumenti musicali e lezioni gratuite ai bambini nelle scuole pubbliche degli Stati Uniti. Ha visitato con i bambini nel programma e siede nel consiglio di amministrazione dell'organizzazione come membro onorario.

## Altro lavoro

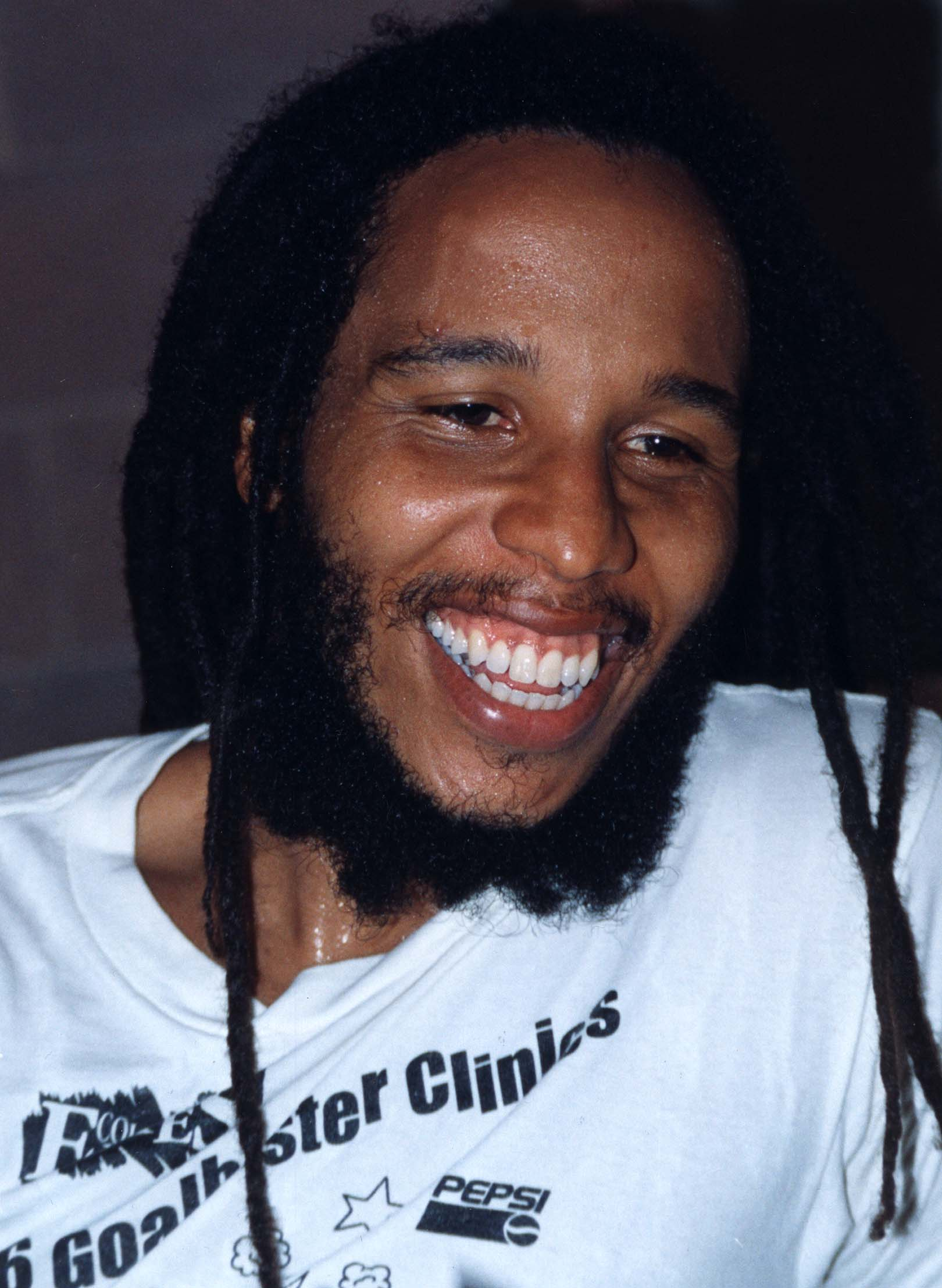
Ziggy Marley nel 1997

Nel 1991, Marley e The Melody Makers hanno contribuito alla canzone "Give A Little Love" nell'album Disney, For Our Children . L'album è una raccolta di canzoni per bambini di artisti famosi (ad es. Paul McCartney, Bruce Springsteen ed Elton John ), con i proventi della Fondazione per l'AIDS pediatrica.
Marley ha fatto apparizioni come ospite in un episodio della sitcom Family Matters nel 1995, e nella serie televisiva Charmed nella stagione 6 (episodio 13, "The Legend of Sleepy Halliwell"), esibendosi in "Rainbow in the Sky".
Lui e i suoi Melody Makers hanno fatto la loro apparizione nel popolare show televisivo per bambini Sesame Street nella stagione 1991-92, e hanno cantato una versione di Sesame Street di "Small People" dal loro album del 1991 Jahmekya
Nel 1996, Marley e i Melody Makers hanno registrato la sigla in stile reggae per la serie televisiva per bambini Arthur intitolata "Believe in Yourself".
Ha doppiato Ernie, uno dei seguaci di Medusa Rasta di Sykes ( Martin Scorsese ) nel film del 2004 Shark Tale . Nel film, quando Oscar ( Will Smith ) prova a cantare la canzone di Bob Marley " Three Little Birds ", il personaggio di Marley colpisce Oscar in testa e dice "Non è così che canti quella canzone, mon". La canzone del titolo del film era una cover di "Three Little Birds" eseguita da Marley e Sean Paul.
Altri doppiaggi includono "Crockadle" in un episodio di My Gym Partner's a Monkey , il Cheshire Cat in un episodio del 2010 di Wonder Pets e Reflux the Knaaren in Rayman 3: Hoodlum Havoc. In quest'ultimo gioco, però, non venne accreditato nei titoli di coda.
Marley ha coperto "Drive" di The Cars per il film di Adam Sandler 50 First Dates che ha scelto di utilizzare la sua band dal vivo per la registrazione e la canzone di suo padre "Three Little Birds" per la colonna sonora di Dora the Explorer .
Ziggy è elencato come artista in primo piano nella canzone di Donna Summer, "Crayons", la title track del suo album del 2008. Ha anche eseguito duetti con Angelique Kidjo, Sting, Dora the Explorer, Taj Mahal, The Chieftains, Sean Paul e altri.
Marley e sua figlia Judah hanno fatto un'apparizione nel film del "Macy's Thanksgiving Day Parade" del 2009.
Marley è apparso nel documentario del 2011 "Reggae Got Soul: La storia di Toots and the Maytals", presentato alla BBC e descritto come "La storia non raccontata di uno degli artisti più influenti mai usciti dalla Giamaica".
Nel 2011, Marley ha registrato il singolo in primo piano per il film Beat the World, intitolato "Express Yourself" con Nneka.
Ziggy Marley ha pubblicato "A Fire Burns for Freedom", una canzone pro marijuana a sostegno dell'iniziativa votata alla California Proposition 19 del 2010 per legalizzare la marijuana ricreativa. elettori hanno respinto l'iniziativa di scrutinio, ma alla fine la legalizzazione è avvenuta con la legge sull'uso di marijuana per adulti del 2016 .
Si è esibito in un episodio di Sesame Street, suonando la sua famosa canzone "Set Your Piggies Free", che incoraggia i bambini a togliersi le scarpe e le calze e ad esplorare la natura a piedi nudi. Il video coinvolge molte celebrità con i loro figli, cantando insieme. Il messaggio principale del video, tuttavia, è semplicemente "Vai a piedi nudi e muovi le dita dei piedi!".
È anche apparso sul canale Counting Cars on the History . È stato presentato in anteprima a giugno 2013; Nell'episodio, incontra Danny a Vamped per commissionare un restauro a Mercedes, suo padre, Bob Marley, vintage.
Ha anche cantato con Cody Simpson nella sua canzone "Love".
Ziggy Marley ha prodotto un EP inedito per LOONER (band). Un atto indie rock appartenente al suo percussionista di lunga data Angel Roché Jr. Ziggy ha co-scritto la canzone "Home" con loro, che è stato pubblicato nel 2014 dalla Avian Recording Company. Il brano può essere ascoltato su Stagione 3 della PARRUCCHE (canale web) Serie Blu (serie web) interpretato da Julia Stiles.
Nel 2016, è apparso nella serie televisiva Hawaii Five-0 (stagione 6) Episodio 16.
Marley è apparso nella canzone Life Is A Honeymoon con Florida Georgia Line, un popolare singolo del terzo album in studio del duo country, Dig Your Roots, uscito nell'agosto del 2016.

## Discografia

### Solista
Album in studio
- 2003 - Dragonfly
- 2006 - Love Is My Religion
- 2009 - Family Time
- 2011 - Wild and Free
- 2014 - Fly Rasta
- 2016 - Ziggy Marley
- 2018 - Rebellion Rises
- 2020 - Home con Mathieu Koss

Live
- 2008 - Love Is My Religion Live
- 2009 - Ziggy Live from SoHo
- 2013 - Ziggy Marley in Concert
- 2017 - We are the People Tour

Marley ha vinto cinque Grammy Awards:
- 1988 (con i Melody Makers), con l'album Conscious party.
- 1989 (con i Melody Makers), con l'album One bright day.
- 1997 (con i Melody Makers), con l'album Fallen is Babylon.
- 2006 (da solo), con l'album Love is my religion.
- 2014 con l'album Fly Rasta.